# Golubovac Divuski
Golubovac Divuški (serbe en écriture cyrillique : Голубовац Дивушки) est un petit village de 61 habitants (2021) situé en Croatie.
Il est desservi par l'autoroute D47.